# Mount Adams

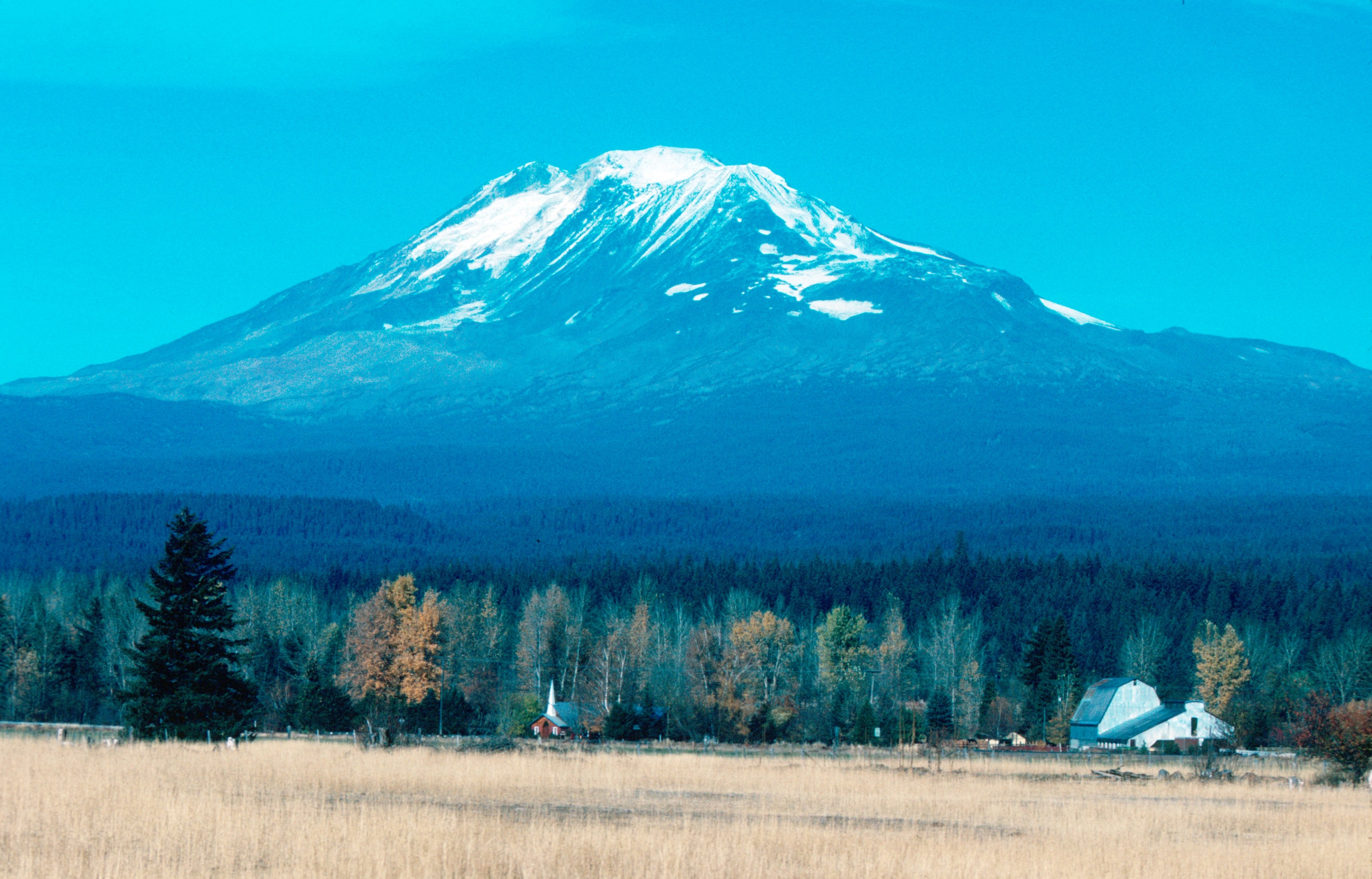
Góra Mount Adams

 Mount Adams – święte miejsce Indian Ameryki Północnej, góra w stanie Waszyngton. Dla Indian z plemienia Yakima ta święta góra to miejsce tradycyjnych pielgrzymek, modlitw, ceremonii, poszukiwania wizji i składania ofiar, wykorzystywane od czasów przed europejską kolonizacją Ameryki Północnej do dziś. Nazywali ją góra Pahto (lub Paddo albo Klickitat). Przejęta przez rząd federalny na przełomie XIX w. i XX w., i włączona do obszaru chronionego Gifford Piechot National Forest. Po wielu latach protestów i apeli zwrócone Indianom Yakima w maju 1972 roku, jako drugi (po Blue Lake w stanie Nowy Meksyk) obszar świętych ziem Indian zwrócony w USA w naturze grupie tubylczych Amerykanów.